# (10295) Hippolyta
(10295) Hippolyte est un astéroïde de la ceinture principale aréocroiseur.

## Description
(10295) Hippolyte est un astéroïde aréocroiseur. Il présente une orbite caractérisée par un demi-grand axe de 1,97 UA, une excentricité de 0,33 et une inclinaison de 19,2° par rapport à l'écliptique. Il est nommé d'après Hippolyte, reine des Amazones dans la mythologie grecque.

## Compléments